# Neotoxoptera geranii
Neotoxoptera geranii är en insektsart. Neotoxoptera geranii ingår i släktet Neotoxoptera och familjen långrörsbladlöss. Inga underarter finns listade i Catalogue of Life.